# Goin' Home Tonight
Goin' Home Tonight è una canzone del gruppo musicale statunitense White Lion, pubblicata come singolo promozionale dall'album Big Game del 1989. 
La canzone è stata accompagnata da un raro video musicale che venne trasmesso pochissimo su MTV.

## Formazione
- Mike Tramp – voce
- Vito Bratta – chitarre
- James Lomenzo – basso
- Greg D'Angelo – batteria